# Piper triangulare
Piper triangulare är en pepparväxtart som beskrevs av Chew och P. van Royen. Piper triangulare ingår i släktet Piper och familjen pepparväxter. Inga underarter finns listade i Catalogue of Life.